# Финкельберг, Пётр Иосифович
Пётр Иосифович Финкельберг (10 ноября 1916—1999) — российский кинооператор и режиссёр. Заслуженный деятель искусств Кабардино-Балкарской АССР.

## Биография
Окончил операторский факультет ВГИКа (1942). С 1945 по 1999 год — режиссёр и оператор Северо-Кавказской студии кинохроники во Владикавказе. Среди его работ — киножурналы, учебные и научно-популярные фильмы.

## Фильмография

### Оператор
- 1942 — Казахстан-фронту
- 1945 — Кабарда
- 1946 — Сила соревнования
- 1952 — Лес Родины
- 1954 — Драгоценные зерна
- 1955 — Как убирают хлеб ставропольцы
- 1956 — Мастер-овцевод
- 1956 — В стране гор
- 1956 — В Цейском ущелье
- 1957 — Дружба навечно
- 1957 — Тырнауз
- 1958 — Мастера овцеводства
- 1959 — О нашей девятой
- 1959 — Тебердинский дневник
- 1960 — Аргуданский маяк
- 1960 — Штурм Эльбруса
- 1961 — Путь к вершинам
- 1962 — Тропа уходит вниз
- 1963 — На старте десять миллионов
- 1964 — В горах мое счастье
- 1964 — Они выбирали дороги
- 1965 — Идущие над облаками
- 1966 — Играют Шопена
- 1966 — Суббота-воскресение
- 1966 — Судебный процесс
- 1967 — Мир дому твоему
- 1968 — Кубач от четверга до четверга
- 1969 — Кабардинка
- 1970 — Герман Лопатин
- 1971 — Камни на тропе
- 1973 — Приэльбрусье

### Режиссёр
- 1959 — О нашей девятой
- 1959 — Тебердинский дневник
- 1960 — Аргуданский маяк
- 1960 — Штурм Эльбруса
- 1961 — Путь к вершинам
- 1962 — Тропа уходит вниз
- 1963 — На старте десять миллионов
- 1964 — В горах мое счастье
- 1964 — Они выбирали дороги
- 1965 — Идущие над облаками
- 1966 — Играют Шопена
- 1966 — Суббота-воскресение
- 1966 — Судебный процесс
- 1967 — Мир дому твоему
- 1968 — Кубач от четверга до четверга
- 1969 — Кабардинка
- 1970 — Герман Лопатин
- 1971 — Камни на тропе
- 1972 — Когда приходит праздник
- 1973 — Приэльбрусье
- 1972 — Город на Тереке
- 1973 — Капитан Руссо
- 1974 — Реальная ценность
- 1974 — Портрет отца
- 1976 — Я увидел её такой
- 1980 — Каскад
- 1980 — Палитра
- 1986 — На всю оставшуюся жизнь
- 1986 — Особый счет
- 1988 — Кайсын
- 1988 — Лишних рук не бывает
- 1989 — Выходу рабочих — 100 лет
- 1989 — Лики гласности